# The Nightingale and the Rose
The Nightingale and the Rose (De nachtegaal en de roos) is een oorspronkelijk sprookje van de Iers-Engelse schrijver Oscar Wilde. Het voor kinderen geschreven verhaal werd gepubliceerd in de bundel The Happy Prince and Other Tales uit 1888. Deze bundel bevat verder de verhalen The Happy Prince, The Selfish Giant, The Devoted Friend en The Remarkable Rocket.
Wilde las de verhalen voor aan zijn kinderen Cyril en Vyvyan uit zijn eigen exemplaar dat, door hem gesigneerd, werd verkocht tijdens zijn eerste proces, samen met andere zaken uit zijn bezit. Het document bevindt zich in de Hyde-collectie in New Jersey.

## Verhaal
Een jonge student mag op het bal van de prins dansen met de dochter van een professor, op voorwaarde dat hij een rode roos voor haar meebrengt. Tot wanhoop van de verliefde jongeman is er in zijn tuin echter geen rode roos voorhanden. Een nachtegaal hoort zijn verzuchtingen en krijgt medelijden. Zij gaat op zoek naar een rode roos, maar in de tuin staan alleen witte en gele. De struik van de rode rozen draagt vanwege de kou en de storm geen bloemen. De struik vertelt haar wel over een mogelijkheid om toch aan een rode roos te komen, al zal haar dat wel het leven kosten. De nachtegaal is zo onder de indruk van de liefde van de student dat zij erop ingaat. De hele nacht zingt de nachtegaal voor de roos terwijl een doorn steeds verder in haar lijf dringt. Er ontstaat door haar bloed een prachtige rode roos, maar de doorn dringt door in het hart van de nachtegaal en zij sterft.

De volgende ochtend vindt de student de roos en gaat ermee naar zijn beminde. Zij wijst hem echter af omdat de roos niet bij haar jurk past en omdat een andere minnaar haar juwelen heeft gestuurd. De jongeman is boos en gooit de roos op straat, waar de bloem wordt vermorzeld onder een wagenwiel. Hij is teleurgesteld in de liefde en trekt zich terug in zijn boeken.
'The Nightingale and the Rose' is herhaalde malen bewerkt voor opera's en balletten.